# 1920 au Manitoba
Chronologie du Manitoba
- 1916
- 1917
- 1918
- 1919
- 1920
- 1921
- 1922
- 1923
- 1924

Cette page concerne des événements d'actualité qui se sont produits durant l'année 1920 dans la province canadienne du Manitoba.

## Politique
- Premier ministre : Tobias Crawford Norris
- Chef de l'Opposition :
- Lieutenant-gouverneur : James Albert Manning Aikins
- Législature :

## Naissances
- 23 octobre : James Samuel « Sugar Jim » Henry (né à Winnipeg – décédé le 21 janvier 2004) était un joueur professionnel canadien de hockey sur glace. Il évoluait au poste de gardien de but en Amérique du Nord dans les années 1940 et 1950.